# Metemalbumina
A metemalbumina é um complexo de albumina e hematina que se encontra no plasma no decorrer de doenças associadas a hemólise extensa. A formação deste complexo deve-se à saturação da haptoglobina e hemopexina, deixando estas de ser capaz de fixar a hemoglobina e grupos heme, respectivamente.